# Kaspikönigshuhn

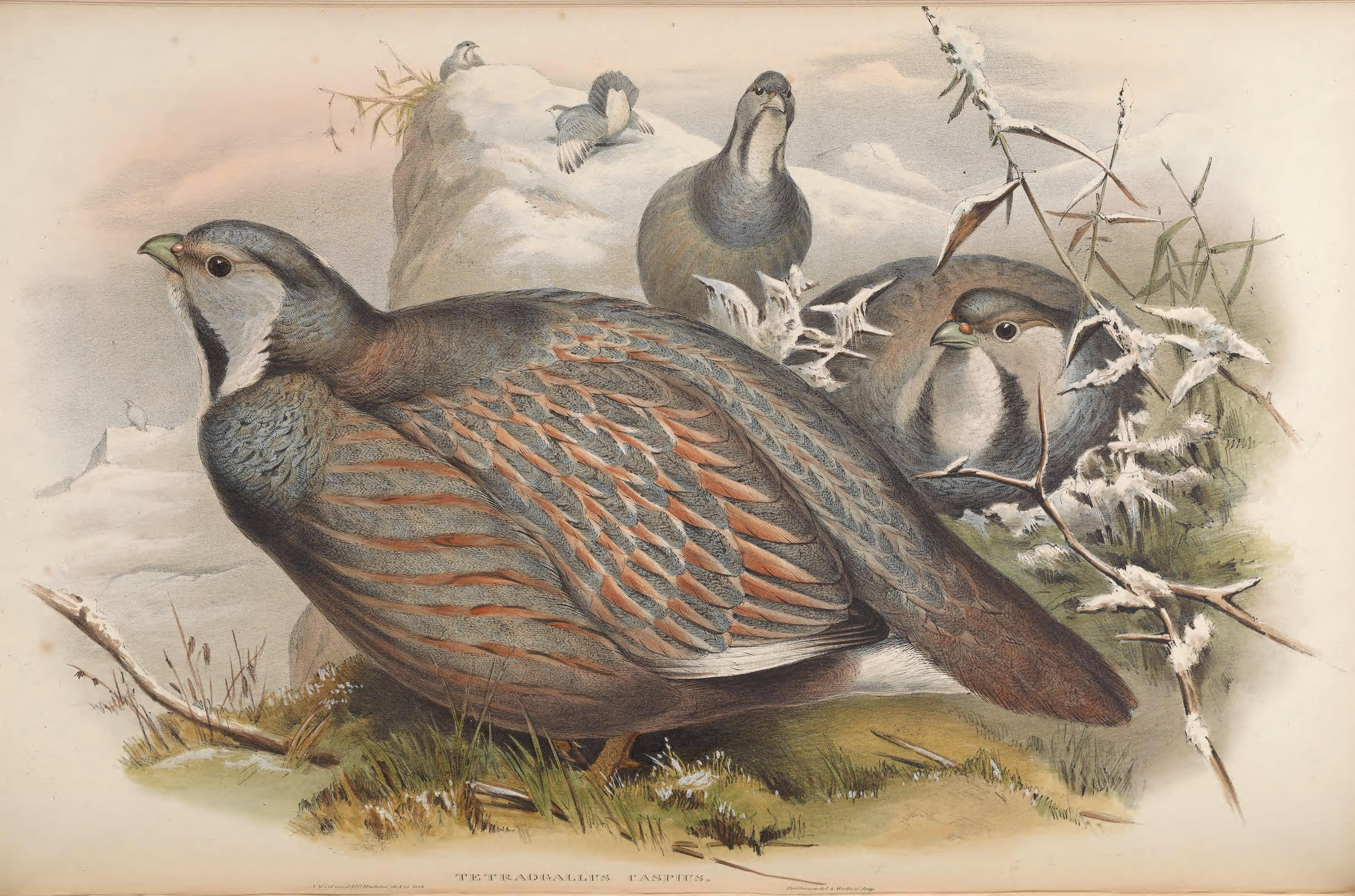
Kaspikönigshühner

Das Kaspikönigshuhn (Tetraogallus caspius), auch Kaspisches Königshuhn genannt, ist eine Vogelart aus der Gattung der Königshühner (Tetraogallus) in der Familie der Fasanenartigen (Phasianidae), die zu der Ordnung der Hühnervögel (Galliformes) gehören. Es ist ein Gebirgsvogel, der ganzjährig im alpinen und subalpinen Gürtel anzutreffen ist und ausschließlich am Boden lebt.

## Erscheinungsbild
Das Kaspikönigshuhn erreicht eine Körperlänge von 56 bis 63 Zentimetern. Die Flügelspanne beträgt 95 bis 105 Zentimeter und das Gewicht variiert zwischen 1,8 und 2,9 Kilogramm.
Das ausgewachsene Männchen ist auf der Körperoberseite schiefergrau, nur der Vorderrücken ist cremegelb. Die Kehle ist weiß, ebenso der vordere Hals und die Halsseiten, die vom Vorderhals jeweils durch ein breites, graubraunes Längsband getrennt sind. Die Brust ist blaugrau und weist bei zahlreichen Individuen einzelne schwarze, rundliche Flecken auf. Die Unterbrust und der Bauch sind einfarbig braun. Der Oberschwanz und die untere Schwanzdecke sind weiß. Die Schwanzfedern sind schwarzbraun mit einer rötlichen Spitze.
Das Weibchen gleicht dem Männchen, weist aber gewöhnlich auf der Brust mehr schwarze Flecken auf.
In ihrem Verbreitungsgebiet kann das Kaspikönigshuhn mit keiner anderen Art verwechselt werden. Es kommt mit anderen Königshühnern nicht sympatrisch vor.

## Stimme
Kaspikönigshühner haben ein vielseitiges Stimmrepertoire. Am häufigsten vernehmbar ist der Ruf der Männchen, bei dem es sich um einen langgezogenen, melodischen Pfiff handelt, der mit einer tiefen Note beginnt und am Ende schnell höher wird. Er ist ganzjährig zu hören, besonders häufig und laut jedoch während der Balzzeit. Weibchen sind etwas schweigsamer als die Männchen, geben aber ähnliche Pfeiflaute von sich.

## Verbreitung und Lebensraum
Das Verbreitungsgebiet des Kaspikönigshuhns sind kleine isolierte Teilareale einzelner Hochgebirgsmassive im Taurus und in Gebirgen der Osttürkei bis in den Kleinen Kaukasus und in den Gebirgen Sagros und Elburs. Das Verbreitungsgebiet ist rückläufig. So kam das Kaspikönigshuhn noch zu Beginn des 20. Jahrhunderts beispielsweise im Talysch-Gebirge vor.
Das Kaspikönigshuhn ist ein ausgesprochener Hochgebirgsvogel. Es ist ganzjährig im subalpinen und alpinen Gürtel anzutreffen. Im Kleinen Kaukasus bewohnt es beispielsweise den Höhenbereich zwischen 2400 und 4000 Metern. Es bevorzugt stark zerklüftete Hänge mit Felsen und Geröllfeldern, Wiesen und kleineren ständigen Schneefeldern. Auf Grund der nur geringen Schneemenge ist das Kaspikönigshuhn in der Lage, ganzjährig sich in etwa derselben Höhe aufzuhalten. Im Winter werden allerdings Südhänge bevorzugt.

## Lebensweise
Kaspikönigshühner sind monogame Vögel. Der Höhepunkt der Balz fällt in die zweite Aprilhälfte, in der sich die Paare von den Wintertrupps absondern und ihre Brutreviere besetzen. Das Nest ist eine flache Bodenmulde, die mit trockenen Blättern und Grashalmen sowie einigen Bauchfedern der Henne ausgelegt ist. Das Vollgelege besteht aus fünf bis zwölf Eiern. Die Brutzeit beträgt 28 bis 29 Tage.
Die Nahrung während des Sommerhalbjahres besteht überwiegend aus den Blättern, Blütenständen und Schoten von Leguminosen sowie Glockenblumen. Insekten scheinen keine Rolle zu spielen. Die Zusammensetzung der Nahrung im Winterhalbjahr ist bislang nicht untersucht.

## Bestand
Die IUCN stuft das Kaspiönigshuhn als nicht gefährdet ein, da die Art in einem sehr großen Verbreitungsgebiet vorkommt. Genaue Bestandsdaten liegen nicht vor. Der Bestand wird für europäisches Gebiet jedoch auf 2500 bis 9000 Brutpaare geschätzt. Weltweit geht man von 10.000 bis 50.000 Individuen aus.

## Belege

### Einzelbelege
1. ↑  John B. Dunning Jr. (Hrsg.): CRC Handbook of Avian Body Masses . CRC Press (1992), ISBN 978-0-8493-4258-5.
2. ↑  Protopov & Fling, 1989, S. 75.
3. ↑  Potapov & Fling, 1989, S. 76.
4. ↑  Potapov & Fling, 1989, S. 76.
5. ↑  Potapov & Fling, 1989, S. 76 und S. 77.
6. ↑  Potapov & Fling, 1989, S. 77.
7. ↑  Website der IUCN zum Kaspikönigshuhn, aufgerufen am 30. Mai 2013